# Streblorrhiza speciosa
Espèce
Statut de conservation UICN

 EX  : Éteint
Synonymes
- Clianthus carneus

Streblorrhiza speciosa est une espèce de plantes à fleurs dicotylédones de la famille des Fabaceae, sous-famille des Faboideae, endémique de l'île Phillip (Norfolk). Cette espèce, la seule du genre Streblorrhiza (genre monotypique), est considérée comme éteinte.
Cette plante a été décrite en premier par Stephan Endlicher en 1833, à partie de deux spécimens récoltés par Ferdinand Bauer et constitue le type d'un nouveau genre monotypique. L'un de ces spécimens est le seul connu portant des fruits.
L'espèce a disparu depuis 1860 dans son habitat originel, mais on sait que cette plante a été cultivée.
Un appel a été lancé en 2007 pour rechercher la plante dans des jardins historiques. L'espèce a été déclarée éteinte en 1998.